# اس‌ام‌اس آلباتروس (۱۸۷۱)
اس‌ام‌اس آلباتروس (۱۸۷۱) (به انگلیسی: SMS Albatross (1871)) یک کشتی بود که طول آن ۵۶٫۹۵ متر (۱۸۶٫۸ فوت) بود. این کشتی در سال ۱۸۷۱ ساخته شد.